# Соната для органа
Соната для органа — произведение Отто Ульсона. Он написал эту сонату в 1909 году. Ульсон написал несколько сочинений для органа, включая органную симфонию (опус 15). Его «нормальная» симфония появилась под опусом 11. Соната для органа создана для самого композитора, Отто любил её исполнять. В сонате задействовано много технической изобретательности, а в третьей части написана сложная игра для педалирования. Ульсон был мастером педалирования.
Ульсон был мастером-органистом, но сочинение органной сонаты было для него трудным. Уже в 1898 году он начал такую работу, но не окончил. В 1900 году он завершил одну часть сонаты для органа в ми миноре. В 1909 году появилась вся работа. Средняя часть тогда состояла из аллегретто, но композитор не был удовлетворен этим; он написал новую вторую часть. Можно предположить, что Ульсон играл произведение несколько раз, прежде чем отправить его своему издателю, уже в 1913 году. Публикация была частично связана с Первой мировой войной до 1924 года с положительным рецензией в The Organ в 1925. После этого произведение оставалось популярным у шведских органистов. 3 марта 2013 года произведение было исполнено в Gustaf Vasa kyrka, это церковь, где Ульсон был органистом в 1909 году.
Соната состоит из трех частей:
- Allegro moderato — poco piu lento — come prima
- Медитация, анданте ленто — Фуга, анданте ленто
- Финал: Allegro con brio

Работа посвящена Нильсу Отто Растеду, коллеге по композиции и игре на органе. Растед сам написал шесть сонат для органа.